# سیارک ۱۰۳۲۴
سیارک ۱۰۳۲۴ (به انگلیسی: 10324 Vladimirov، نامگذاری:1990VB14) ده هزار و سیصد و بیست و چهارمین سیارک کشف شده‌است که در ۱۴ نوامبر ۱۹۹۰ کشف شد.
قدر مطلق سیارک برابر ۱۴٫۵۰ است.